# Sarah Glaser
Sarah Glaser, född den 18 november 1961 i Springfield, Illinois, är en amerikansk seglare.
Hon tog OS-silver i 470 i samband med de olympiska seglingstävlingarna 2000 i Sydney.